# Benedict Cumberbatch
Benedict Timothy Carlton Cumberbatch, britansko-ameriški filmski in televizijski igralec, * 19. julij 1976 London, Združeno kraljestvo.
Prejel je različna priznanja, vključno z nagrado BAFTA TV, nagrado Primetime Emmy in nagrado Laurence Olivier, poleg nominacij za dva oskarja in štiri zlate globuse. Leta 2014 ga je revija Time uvrstila med 100 najvplivnejših ljudi na svetu, leta 2015 pa je bil imenovan za poveljnika Reda britanskega imperija (CBE) za njegove zasluge na področju umetnosti in dobrodelnosti.
Cumberbatch je študiral dramatiko na univerzi Victoria v Manchestru in pridobil magisterij na londonski Akademiji za glasbo in dramsko umetnost. Začel je igrati v Shakespearovih gledaliških produkcijah, preden je leta 2005 nastopil v Hedde Gabler. Od takrat je igral v produkcijah Po plesu (2010) in Frankenstein (2011), za slednjega pa je prejel nagrado Laurence Olivier za najboljšega igralca. Leta 2015 je nastopil v gledališču Barbican.
Med Cumberbatchevimi televizijskimi vlogami je vloga Stephena Hawkinga v filmu Hawking (2004). Zaslovel je z upodobitvijo Sherlocka Holmesa v seriji Sherlock od leta 2010 do 2017, za katero je prejel nagrado primetime emmy za najboljšega glavnega igralca. Za glavno vlogo v televizijski miniseriji Patrick Melrose (2018) je prejel nagrado BAFTA za najboljšega igralca.
V filmih je Cumberbatch prejel nominacije za oskarja za najboljšega igralca za vlogo Alana Turinga v filmu Imitacijska igra (2014) in nestanovitnega rančerja v Moč psa (2021). Igral je v več dramah, vključno z Amazing Grace (2006), Pokora (2007), Kotlar, Krojač, Vojak, Vohun (2011), 12 let suženj (2013), Vojna električnih tokov (2017), 1917 (2019) in Vohunska igra (2020). Igral je tudi v številnih filmskih uspešnicah, upodobil je Khana v filmu Zvezdne steze: V temo (2013), Smauga in Saurona v filmski seriji Hobit (2012–2014) ter doktorja Stephena Strangea v več Marvelovih filmih, vključno s filmoma Doktor Strange (2016) in Doktor Strange v Multivesolju norosti (2022).
Cumberbatch je poročen z Sophie Hunter, s katero ima tri otroke.